# Luitpoldbrücke (Bad Reichenhall)

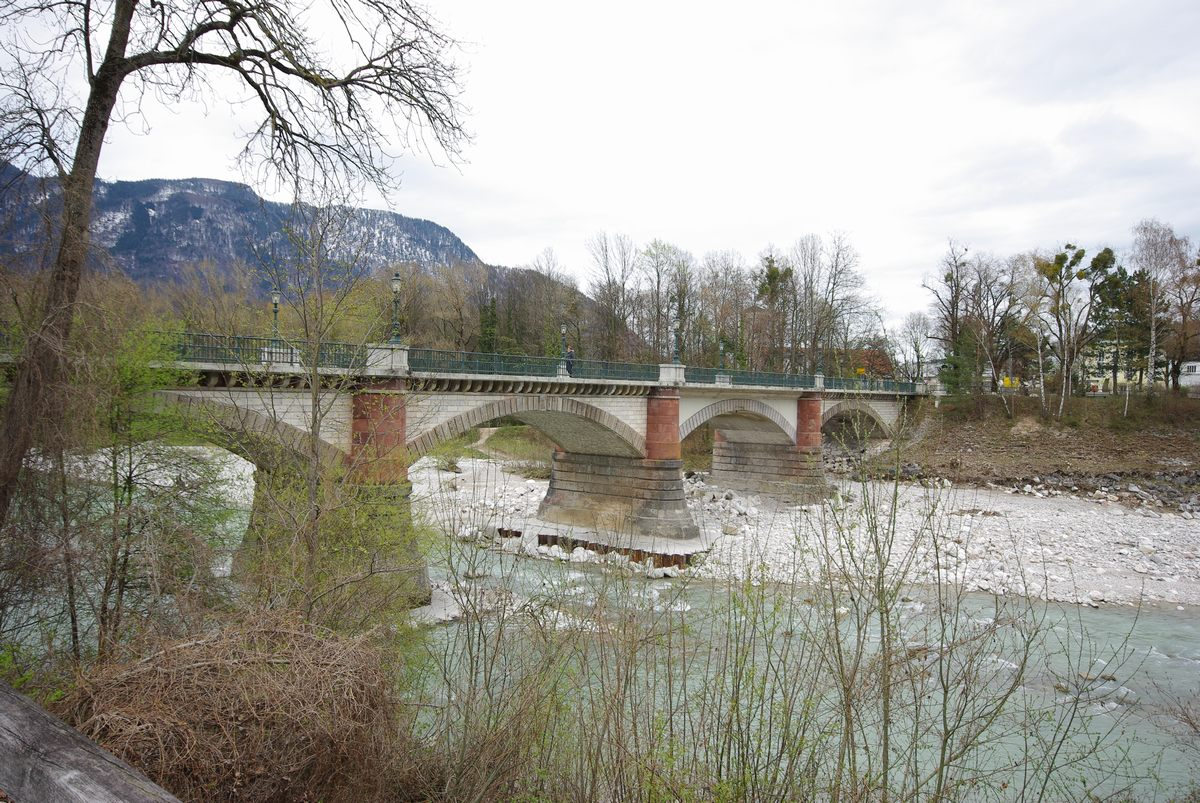
Luitpoldbrücke von Südwesten aus gesehen

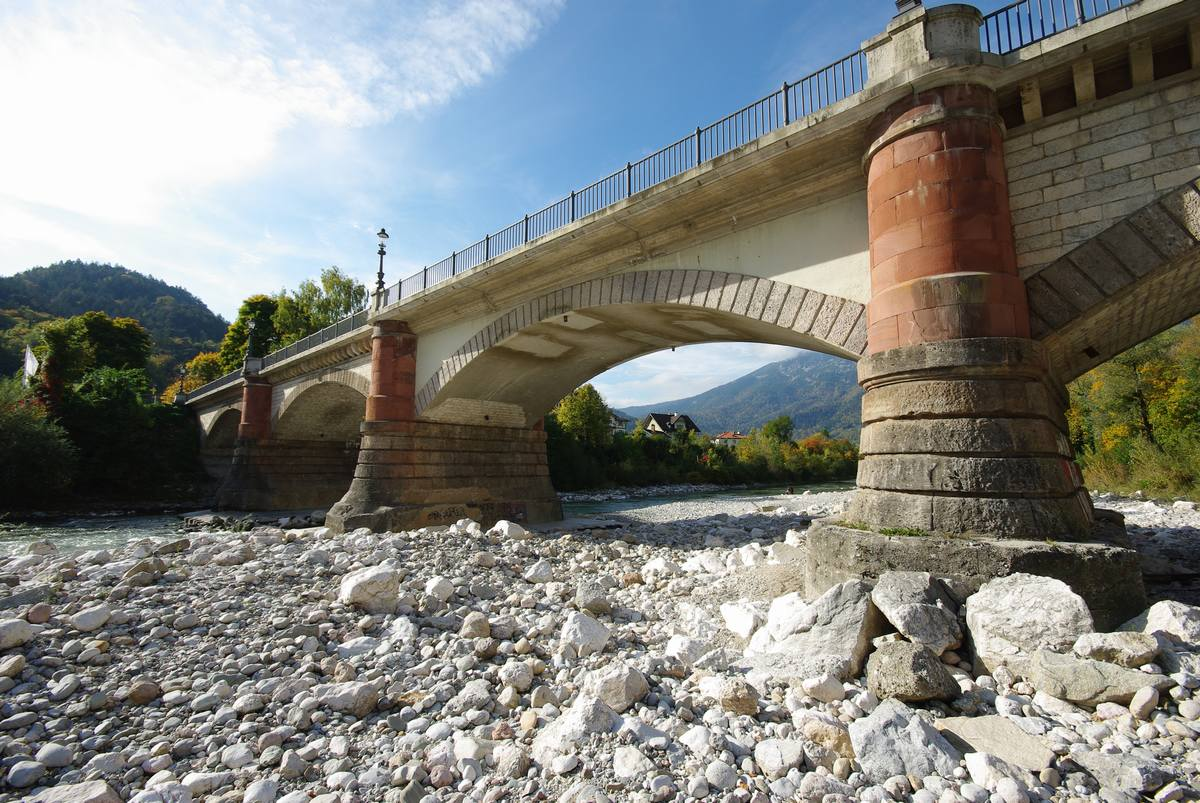
Luitpoldbrücke von unten

Die Luitpoldbrücke ist eine steinerne Bogenbrücke über die Saalach in Bad Reichenhall. Die denkmalgeschützte Brücke ist nach dem bayerischen Prinzregenten Luitpold benannt.

## Lage
Die Luitpoldbrücke verbindet heute den Ortsteil Kirchberg mit der Bundesstraße 21.

## Geschichte
Dort wo sich heute die Luitpoldbrücke befindet, gab es schon lange vorher einen Übergang über die Saalach, der erstmals 1050 urkundlich erwähnt wurde. Über die Brücke führte die wichtige Salzhandelsstraße in Richtung Süden und Osten. Da die Lange Brücke jedoch immer wieder durch Hochwasser stark beschädigt oder gar zerstört wurde, wurde sie 1889/1890 durch eine Bogenbrücke aus Stein ersetzt.
Die neue Luitpoldbrücke bot jedoch auch nicht die Gewähr, starkes Hochwasser unbeschadet zu überstehen. Am 14. September 1899 wurde ein Teil der Brücke und die Triftanlagen bei einem Hochwasser zerstört.
Nachdem das neue Saalachkraftwerk ab 1912 erbaut wurde, verringerte sich durch den Bau der Staumauer auch die Gefahr durch Hochwasser. Zwangsläufig endete mit dem Kraftwerksbau auch die Zeit der Holztrift nach Bad Reichenhall, die Triftkanäle wurden zugeschüttet, die Brücke über den Triftkanal als Verlängerung der Luitpoldbrücke abgerissen.
Am Nachmittag des 3. Mai 1945 wurde die Luitpoldbrücke durch SS-Pioniere gesprengt, obwohl die alliierten Truppen sich zu diesem Zeitpunkt bereits auf beiden Seiten der Saalach wenige Kilometer vor Reichenhall befanden. Da Reichenhall damals durch das Saalachkraftwerk mit Strom versorgt wurde, wurden durch die Sprengung der Brücke auch die wichtigen Stromleitungen zwischen dem Kraftwerk und Reichenhall unterbrochen. Als Ersatz wurden Kabelstücke vom Obersalzberg bei Berchtesgaden verwendet. Befreite Zwangsarbeiter hatten volle Kabelrollen die steilen Berghänge hinunterlaufen lassen. Mitarbeiter der Stadtwerke Bad Reichenhall begannen mit Genehmigung der Alliierten wenige Tage nach der Befreiung von Reichenhall und Berchtesgaden, brauchbare Stücke abzuschneiden, aus dem Bergwald zu bergen und damit die zerstörten Leitungen in Reichenhall und an der Luitpoldbrücke zu ergänzen. Die Brücke selbst wurde ebenfalls nach kurzer Zeit wieder aufgebaut und für den Verkehr freigegeben.
Bis zum Bau der Staatsstraße 2101 und der Kretabrücke war die Luitpoldbrücke die einzige Verbindung der Stadt mit Kirchberg und Karlstein für Fahrzeuge und Fuhrwerke. In den späten 1980er Jahren wurde die Brücke umfassend renoviert und das alte Holzgeländer durch eine eiserne Variante ersetzt.

Lange Brücke, vor 1889
Luitpoldbrücke nach dem Hochwasser 1899
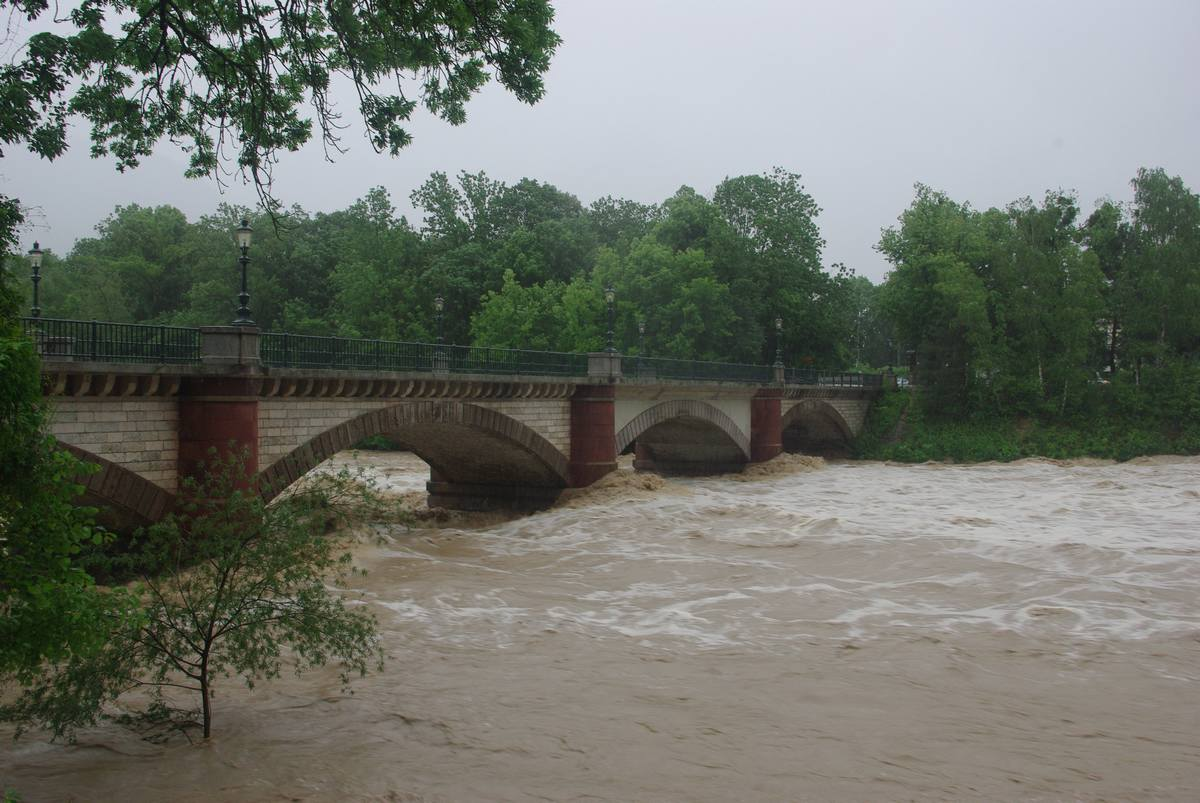
Hochwasser im Juni 2013